# Guglielmo Ciarlantini
Guglielmo Ciarlantini (San Ginesio, 21 novembre 1881 – San Ginesio, 1959) è stato un pittore e architetto italiano.

## Biografia
Guglielmo Ciarlantini nacque a San Ginesio il 21 novembre 1881 da Elimeno e Domenica Ricci. Scoperto e indirizzato nel 1905 alla pittura da Fra Paolo Mussini presso l'Accademia di belle arti di Roma, frequentò lezioni di storia dell'arte di Giulio Ferrari presso il Museo Artistico di Roma. Per due anni frequentò l'Académie de France à Rome. Durante la sua vita insegnò in varie scuole, tra cui la scuola professionale maschile di tirocinio di Macerata e a San Ginesio. Nel 1939 fu nominato commissario degli esami di Stato ad Ascoli Piceno e partecipò ad una commissione artistica che portò a nuova decorazione il Liceo Rossini di Pesaro, anche se principalmente lavorò nel maceratese, a Pesaro, a San Severino Marche, a Roma e a Torino. Il 17 dicembre 1951 fu insignito del titolo di Accademico Ordinario all'Accademia dei Catenati di Macerata e venne nominato ispettore onorario alle antichità, ai monumenti e alle pinacoteche.

## Opere[3]

### Architettura

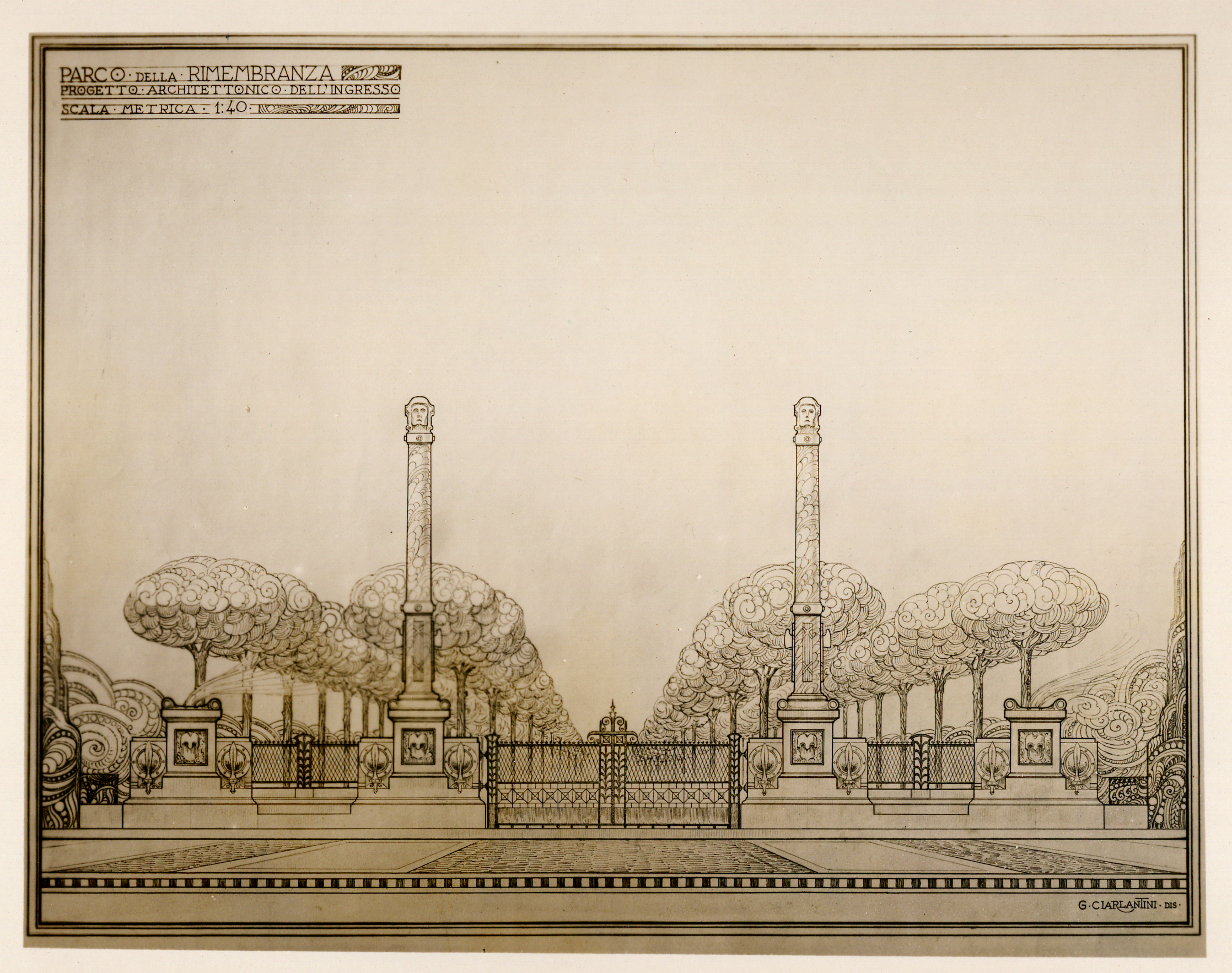
Progetto del Parco della Rimembranza

- Ingresso del campo sportivo, San Ginesio (demolito);
- Palazzo del Comune, Corridonia (1936);[4][5]
- Parco della Rimembranza, San Ginesio (1927).

#### Parco della Rimembranza
Chiamato anche "parco delle Rimembranze", è un parco situato fuori Porta Picena, uno di quattro ingressi al paese, ed è dedicato ai caduti nella prima e seconda guerra mondiale. Costruito nel 1927 il parco possiede ancora le decorazioni del periodo fascista all'ingresso di esso, infatti è costruito in razionalismo italiano. Progettato come fosse una basilica, i pini marittimi al suo interno assumono significati diversi: i pini più esterni rappresentano i soldati morti per cause della guerra, i pini più interni e dell'abside immaginario rappresentano i soldati morti in combattimento, quelli che circondano l'altare rappresentano i soldati decorati e i due cipressi rappresentano le due medaglie d'oro al valor militare di San Ginesio.

### Pittura
- San Luigi IX, San Ginesio (prima metà del XX secolo);[10]
- San Francesco d'Assisi, San Ginesio (prima metà del XX secolo);[11]
- Madonna Immacolata, San Ginesio (prima metà del XX secolo);[12]
- Prospetti della Collegiata di San Ginesio, San Ginesio (1934);[13][14][15]

Guglielmo Ciarlantini si occupò principalmente di iconografie religiose, di ritratti e di decorazioni: lavorò a San Ginesio, Loro piceno, Macerata, Gualdo, San Severino Marche, Casal Monferrato, Tolentino, Fano Pesaro, Belforte del Chienti, Francavilla d'Ete, Corridonia e Torino. Nella chiesa di San Francesco a San Ginesio dipinse la parte superiore della prima cappella destra e l'affresco del Battesimo di Cristo.

### Scultura
- Campana dell'Impero, Torre civica, San Ginesio;
- Tomba di Tullio Taccari, Chiesa di Santa Maria della Consolazione, San Ginesio (1926).